# Daydream Nation (Film)
Daydream Nation ist ein kanadisches Filmdrama aus dem Jahr 2010. Michael Goldbach schrieb das Drehbuch und übernahm die Regie. In Deutschland hatte der Film seine Fernsehpremiere am 30. Januar 2013 auf dem Bezahlsender Sky Cinema.

## Handlung
Die 17-jährige Caroline Wexler zieht zusammen mit ihrem Vater aus der Großstadt in ein kleines Dorf mitten im Nirgendwo.
Mit ihren Mitschülern hat sie ihrer Meinung nach keine Gemeinsamkeiten, daher wendet sie sich an ihren Lehrer Mr. Anderson, dem sie sich verbunden fühlt mit der Absicht, ihn für sich zu erobern. Allerdings hat auch ihr Mitschüler Thurston großes Interesse an Caroline, was dazu führt, dass sich eine recht merkwürdige Dreiecksbeziehung entwickelt.

## Auszeichnungen und Nominierungen
Im Jahre 2012 wurde Daydream Nation für fünf Leo Awards nominiert, unter anderem in der Kategorie für die beste Kamera. Diesen Award konnte Jon Joffin gewinnen. Im gleichen Jahr wurde Daydream Nation für die Vancouver Film Critics Circle Awards nominiert in der Kategorie bester Film British Columbia. Der Preis ging an den Film People of a Feather.